# دیگو روسا (دوچرخه‌سوار)
دیگو روسا (ایتالیایی: Diego Rosa؛ زادهٔ ۲۷ مارس ۱۹۸۹) دوچرخه‌سوار اهل ایتالیا است.
از باشگاه‌هایی که در آن رکاب زده‌است می‌توان به تیم آستانه، اندرونی جوکاتولی–سیدرمک، و تیم اسکای اشاره کرد.